# Liśnica (osada)

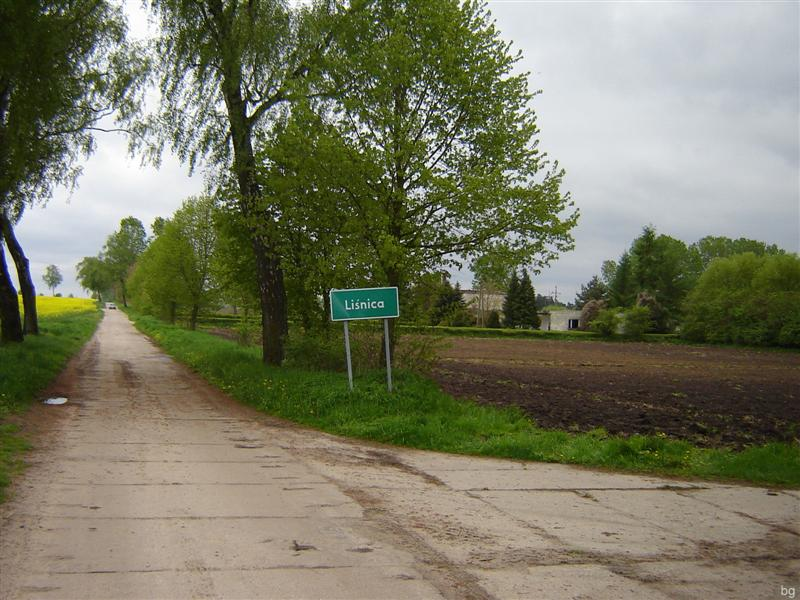
Wjazd do wsi

Liśnica (niem. Augustenhof) – osada w Polsce, położona w województwie zachodniopomorskim, w powiecie białogardzkim, w gminie Tychowo. Według danych UM, na dzień 31 grudnia 2014 roku osada miała 59 stałych mieszkańców. Osada wchodzi w skład sołectwa Sadkowo.
W latach 1975–1998 osada należała do województwa koszalińskiego.
Osada leży ok. 1,5 km na północ Sadkowa.